# Lecomtedoxa saint-aubinii
Lecomtedoxa saint-aubinii – gatunek rośliny należący do rodziny sączyńcowatych. Znany tylko z obszaru Gabonu.